# Continuante
Uma continuante é um fone produzido com uma ausência de interrupção do fluxo de ar na boca. Dente as consoantes, existem duas amplas categorias de continuantes: fricativas e aproximantes. As aproximantes podem ser chamadas de "continuantes sem fricção".
Compara-se com as soantes, quais incluem aproximantes e nasais, mas não as fricativas. Ambos os termos, tecnicamente também incluem as vogais, mas normalmente são utilizados para se referir a consoantes.